# Pallavolo al XVIII Festival olimpico estivo della gioventù europea - Torneo femminile
Il torneo femminile di pallavolo al XVIII festival olimpico estivo della gioventù europea si è svolto dal 21 al 26 luglio 2025 a Maribor, in Slovenia, durante il XVIII Festival olimpico estivo della gioventù europea: al torneo hanno partecipato otto squadre nazionali under 18 europee e la vittoria finale è andata per la terza volta alla Turchia.

## Impianti
|                                                                                       |  |  |
|                                                                                       |  |  |
| Sportski centar Boris Trajkovski Città: Skopje Capienza: 10 000 Anno d'apertura: 2008 |  |  |

## Regolamento

### Formula
La formula ha previsto:
- Fase a gironi, disputata con girone all'italiana: le prime due classificate di ogni girone hanno acceduto alla fase finale per il primo posto, mentre la terza e la quarta classificata di ogni girone hanno acceduto alla fase finale per il quinto posto.
- Fase finale per il quinto posto, disputata con semifinali, finale per il settimo posto e finale per il quinto posto.
- Fase finale per il primo posto, disputata con semifinali, finale per il terzo posto e finale.

### Criteri di classifica
Se il risultato finale è stato di 3-0 o 3-1 sono stati assegnati 3 punti alla squadra vincente e 0 a quella sconfitta, se il risultato finale è stato di 3-2 sono stati assegnati 2 punti alla squadra vincente e 1 a quella sconfitta.
L'ordine del posizionamento in classifica è stato definito in base a:
- Numero di partite vinte;
- Punti;
- Ratio dei set vinti/persi;
- Ratio dei punti realizzati/subiti;
- Risultati degli scontri diretti.

## Squadre partecipanti
| Squadra            | Qualificazione      | Ultima partecipazione |
| ------------------ | ------------------- | --------------------- |
| Croazia            | -                   | Maribor 2023          |
| Germania           | -                   | Maribor 2023          |
| Italia             | -                   | Maribor 2023          |
| Macedonia del Nord | Paese organizzatore | Debutto               |
| Polonia            | -                   | Maribor 2023          |
| Slovenia           | -                   | Maribor 2023          |
| Turchia            | -                   | Maribor 2023          |
| Ungheria           | -                   | Maribor 2023          |

## Torneo

### Fase a gironi
| Girone A           | Girone B |
| ------------------ | -------- |
| Italia             | Croazia  |
| Macedonia del Nord | Germania |
| Slovenia           | Polonia  |
| Turchia            | Ungheria |

#### Girone A

##### Risultati
| 21 luglio 2025 Sportski centar Boris Trajkovski, Skopje Durata: 1h:17 - Spettatori: ?   | Slovenia           | 0 - 3 | Turchia            | 17-25, 21-25, 13-25        |
| 21 luglio 2025 Sportski centar Boris Trajkovski, Skopje Durata: 1h:25 - Spettatori: 300 | Macedonia del Nord | 0 - 3 | Italia             | 11-25, 14-25, 11-25        |
| 22 luglio 2025 Sportski centar Boris Trajkovski, Skopje Durata: 1h:35 - Spettatori: 50  | Turchia            | 1 - 3 | Italia             | 18-25, 17-25, 25-14, 16-25 |
| 22 luglio 2025 Sportski centar Boris Trajkovski, Skopje Durata: 1h:06 - Spettatori: ?   | Slovenia           | 3 - 0 | Macedonia del Nord | 25-18, 25-11, 25-15        |
| 23 luglio 2025 Sportski centar Boris Trajkovski, Skopje Durata: 1h:09 - Spettatori: 50  | Italia             | 3 - 0 | Slovenia           | 25-15, 26-24, 25-11        |
| 23 luglio 2025 Sportski centar Boris Trajkovski, Skopje Durata: 0h:54 - Spettatori: 200 | Turchia            | 3 - 0 | Macedonia del Nord | 25-9, 25-8, 25-10          |

##### Classifica
| Pos. | Squadra            | Pt | G | V | P | SV | SP | Ratio | PF  | PS  | Ratio |
| ---- | ------------------ | -- | - | - | - | -- | -- | ----- | --- | --- | ----- |
| 1.   | Italia             | 9  | 3 | 3 | 0 | 9  | 1  | 9,000 | 240 | 162 | 1,481 |
| 2.   | Turchia            | 6  | 3 | 2 | 1 | 7  | 3  | 2,333 | 226 | 167 | 1,353 |
| 3.   | Slovenia           | 3  | 3 | 1 | 2 | 3  | 6  | 0,500 | 176 | 195 | 0,903 |
| 4.   | Macedonia del Nord | 0  | 3 | 0 | 3 | 0  | 9  | 0,000 | 107 | 225 | 0,476 |

      Qualificata alle semifinali per il primo posto.
      Qualificata alle semifinali per il quinto posto.

#### Girone B

##### Risultati
| 21 luglio 2025 Sportski centar Boris Trajkovski, Skopje Durata: 1h:50 - Spettatori: 50  | Ungheria | 3 - 1 | Polonia  | 25-21, 27-25, 28-30, 25-22        |
| 21 luglio 2025 Sportski centar Boris Trajkovski, Skopje Durata: 2h:01 - Spettatori: 50  | Croazia  | 2 - 3 | Germania | 18-25, 25-22, 18-25, 25-22, 12-15 |
| 22 luglio 2025 Sportski centar Boris Trajkovski, Skopje Durata: 1h:15 - Spettatori: 50  | Ungheria | 3 - 0 | Croazia  | 25-23, 25-12, 25-22               |
| 22 luglio 2025 Sportski centar Boris Trajkovski, Skopje Durata: 1h:41 - Spettatori: 150 | Polonia  | 3 - 1 | Germania | 25-18, 25-15, 20-25, 25-21        |
| 23 luglio 2025 Sportski centar Boris Trajkovski, Skopje Durata: 1h:24 - Spettatori: 50  | Polonia  | 3 - 0 | Croazia  | 25-20, 25-16, 25-22               |
| 23 luglio 2025 Sportski centar Boris Trajkovski, Skopje Durata: 1h:02 - Spettatori: 100 | Germania | 0 - 3 | Ungheria | 6-25, 13-25, 21-25                |

##### Classifica
| Pos. | Squadra  | Pt | G | V | P | SV | SP | Ratio | PF  | PS  | Ratio |
| ---- | -------- | -- | - | - | - | -- | -- | ----- | --- | --- | ----- |
| 1.   | Ungheria | 9  | 3 | 3 | 0 | 9  | 1  | 9,000 | 255 | 195 | 1,308 |
| 2.   | Polonia  | 6  | 3 | 2 | 1 | 7  | 4  | 1,750 | 268 | 242 | 1,107 |
| 3.   | Germania | 2  | 3 | 1 | 2 | 4  | 8  | 0,500 | 228 | 268 | 0,851 |
| 4.   | Croazia  | 1  | 3 | 0 | 3 | 2  | 9  | 0,222 | 213 | 259 | 0,822 |

      Qualificata alle semifinali per il primo posto.
      Qualificata alle semifinali per il quinto posto.

### Fase finale

#### Finali 1º e 3º posto
|  | Semifinali | Semifinali | Semifinali |         |    | Finale          | Finale          | Finale          |  |
|  |            |            |            |         |    |                 |                 |                 |  |
|  | 1A         | Italia     | 3          |         |    |                 |                 |                 |  |
|  | 1A         | Italia     | 3          |         |    |                 |                 |                 |  |
|  | 2B         | Polonia    | 1          |         |    |                 |                 |                 |  |
|  | 2B         | Polonia    | 1          |         | 1A | Italia          | 1               |                 |  |
|  |            |            |            |         | 1A | Italia          | 1               |                 |  |
|  |            |            | 2A         | Turchia | 3  |                 |                 |                 |  |
|  | 1B         | Ungheria   | 2A         | Turchia | 3  | 0               |                 |                 |  |
|  | 1B         | Ungheria   |            |         |    | 0               |                 |                 |  |
|  | 2A         | Turchia    | 3          |         |    | Finale 3º posto | Finale 3º posto | Finale 3º posto |  |
|  | 2A         | Turchia    | 3          |         |    |                 |                 |                 |  |
|  |            |            |            |         |    |                 |                 |                 |  |
|  |            |            |            |         |    | 2B              | Polonia         | 3               |  |
|  |            |            |            |         |    | 2B              | Polonia         | 3               |  |
|  |            |            |            |         |    | 1B              | Ungheria        | 2               |  |

##### Semifinali
| 25 luglio 2025 Sportski centar Boris Trajkovski, Skopje Durata: 1h:36 - Spettatori: 50 | Italia   | 3 - 1 | Polonia | 21-25, 25-19, 25-14, 25-20 |
| 25 luglio 2025 Sportski centar Boris Trajkovski, Skopje Durata: 1h:17 - Spettatori: ?  | Ungheria | 0 - 3 | Turchia | 17-25, 19-25, 24-26        |

##### Finale 3º posto
| 26 luglio 2025 Sportski centar Boris Trajkovski, Skopje Durata: 1h:58 - Spettatori: 50 | Polonia | 3 - 2 | Ungheria | 22-25, 25-20, 25-21, 16-25, 15-12 |

##### Finale
| 26 luglio 2025 Sportski centar Boris Trajkovski, Skopje Durata: 1h:42 - Spettatori: 200 | Italia | 1 - 3 | Turchia | 25-15, 19-25, 17-25, 24-26 |

#### Finali 5º e 7º posto
|  | Semifinali | Semifinali         | Semifinali |          |    | Finale 5º posto | Finale 5º posto    | Finale 5º posto |  |
|  |            |                    |            |          |    |                 |                    |                 |  |
|  | 3A         | Slovenia           | 3          |          |    |                 |                    |                 |  |
|  | 3A         | Slovenia           | 3          |          |    |                 |                    |                 |  |
|  | 4B         | Croazia            | 0          |          |    |                 |                    |                 |  |
|  | 4B         | Croazia            | 0          |          | 3A | Slovenia        | 3                  |                 |  |
|  |            |                    |            |          | 3A | Slovenia        | 3                  |                 |  |
|  |            |                    | 3B         | Germania | 2  |                 |                    |                 |  |
|  | 3B         | Germania           | 3B         | Germania | 2  | 3               |                    |                 |  |
|  | 3B         | Germania           |            |          |    | 3               |                    |                 |  |
|  | 4A         | Macedonia del Nord | 0          |          |    | Finale 7º posto | Finale 7º posto    | Finale 7º posto |  |
|  | 4A         | Macedonia del Nord | 0          |          |    |                 |                    |                 |  |
|  |            |                    |            |          |    |                 |                    |                 |  |
|  |            |                    |            |          |    | 4B              | Croazia            | 3               |  |
|  |            |                    |            |          |    | 4B              | Croazia            | 3               |  |
|  |            |                    |            |          |    | 4A              | Macedonia del Nord | 0               |  |

##### Semifinali
| 25 luglio 2025 Sportski centar Boris Trajkovski, Skopje Durata: 1h:13 - Spettatori: 200 | Slovenia | 3 - 0 | Croazia            | 25-16, 25-21, 25-20 |
| 25 luglio 2025 Sportski centar Boris Trajkovski, Skopje Durata: 1h:01 - Spettatori: 200 | Germania | 3 - 0 | Macedonia del Nord | 25-12, 25-22, 25-12 |

##### Finale 7º posto
| 26 luglio 2025 Sportski centar Boris Trajkovski, Skopje Durata: 1h:05 - Spettatori: 160 | Croazia | 3 - 0 | Macedonia del Nord | 25-19, 25-13, 25-18 |

##### Finale 5º posto
| 26 luglio 2025 Sportski centar Boris Trajkovski, Skopje Durata: 2h:11 - Spettatori: 90 | Slovenia | 3 - 2 | Germania | 24-26, 25-16, 24-26, 25-23, 15-8 |

## Classifica finale
| Pos     | Squadra            | Rosa |
| ------- | ------------------ | --- |
| Oro     | Turchia            | Formazione: 1 Uysalcan, 3 Başaran, 4 Altıntaş, 6 Saruhan, 8 Ünsal, 9 Özerol, 11 Şentürk, 12 Özen, 19 Karaagin, 21 Karaboğa, 23 Ceyda Kuyan, 99 Ceyl. Kuyan, CT: Şen                    |
| Argento | Italia             | Formazione: 3 Caruso, 7 Guerra, 8 Hernandez, 11 Manda, 12 Grossi, 16 Cornelli, 17 Gordon, 18 Zanella, 19 Di Napoli, 22 Massaglia, 23 Bovolenta, 24 Monari, CT: Maioli                  |
| Bronzo  | Polonia            | Formazione: 3 Kedzierska, 4 Biesek, 8 Bieniecka, 9 Grosicka, 11 Łuszyńska, 12 Sikora, 13 Janusz, 14 Figura, 20 Pawłowska, 21 Piśniak, 22 Adamczewska, 24 Minkiewicz, CT: Staniucha     |
| 4       | Ungheria           | Formazione: 4 Csereklye, 5 A. Zsombók, 7 Pusztai, 10 Pampuch, 11 Piros, 12 Borhi, 16 Diósi, 19 Gajdács, 21 Kapronczai, 22 E. Zsombók, 23 Németh, 24 Eged, CT: Horváth                  |
| 5       | Slovenia           | Formazione: 1 Solomon, 2 Golc, 3 Bingo, 4 Petrovič, 5 Labinjan, 7 Podbršček, 8 Koren, 9 G. Dragšič, 10 Donko, 11 Komljanec, 12 Goljović, 13 L. Dragšič, CT: Klokočovnik                |
| 6       | Germania           | Formazione: 6 Tischer, 7 Schilling, 10 Dargel, 11 König, 12 Hippel, 13 Albert, 15 Cordes, 17 Jerkovic, 19 Aydogan, 21 Grun, 24 Lange, 25 Drosihn, CT: Hartmann                         |
| 7       | Croazia            | Formazione: 1 Čurak, 2 Prkačin, 3 Perčić, 4 Ivković, 7 Bule, 9 Bassene, 10 Ošust, 14 Morić, 15 Labor, 17 Liverić, 19 Kosor, 22 Lulić, CT: Ilić                                         |
| 8       | Macedonia del Nord | Formazione: 1 Leskarovska, 2 Stojanoviḱ, 3 Dimitrovska, 4 Jovčeva, 5 Jankova, 6 Vitanova, 7 Andonovska, 8 Poposka, 9 Sotirovska, 10 Georgievska, 11 Talevska, 12 Nakovska, CT: Janeviḱ |

## Statistiche
| Rendimento individuale | Rendimento individuale | Rendimento individuale | Rendimento individuale |
| Pos.                   | Nome                   | Punti                  | Squadra                |
| ---------------------- | ---------------------- | ---------------------- | ---------------------- |
| 1                      | Eszter Zsombók         | 73                     | Ungheria               |
| 2                      | Jagna Grosicka         | 72                     | Polonia                |
| 2                      | Iza Koren              | 72                     | Slovenia               |
| 4                      | Nelly Adamczewska      | 68                     | Polonia                |
| 5                      | Zoja Donko             | 66                     | Slovenia               |